# Liste des bourgmestres de la région de Bruxelles-Capitale entre 2018 et 2024
Les bourgmestres de la région de Bruxelles-Capitale (Belgique) sont actuellement (à la suite des élections communales du 14 octobre 2018) :
| Commune               | Bourgmestre                           | Parti                                             | En fonction                                         | Majorité                                                                      |
| --------------------- | ------------------------------------- | ------------------------------------------------- | --------------------------------------------------- | ----------------------------------------------------------------------------- |
| Anderlecht            | Éric Tomas                            | Liste PS-SP.a-cdH (PS)                            | de 2012 à 2020                                      | PS-SP.a-CdH - Ecolo-Groen - DéFI                                              |
| Anderlecht            | Fabrice Cumps                         | Liste PS-SP.a-cdH (PS)                            | depuis 2020                                         | PS-SP.a-CdH - Ecolo-Groen - DéFI                                              |
| Auderghem             | Didier Gosuin                         | Liste du Bourgmestre (DéFI)                       | 1995 - 2022 (empêché de 2014 à 2019)                | Liste du Bourgmestre (DéFI) - Ecolo-Groen                                     |
| Auderghem             | Sophie de Vos (faisant fonction)      | Liste du Bourgmestre (DéFI)                       | de 2018 à 2019                                      | Liste du Bourgmestre (DéFI) - Ecolo-Groen                                     |
| Auderghem             | Sophie de Vos                         | Liste du Bourgmestre (DéFI)                       | depuis 2022                                         | Liste du Bourgmestre (DéFI) - Ecolo-Groen                                     |
| Berchem-Sainte-Agathe | Joël Riguelle                         | Liste du Bourgmestre Riguelle (cdH - Les Engagés) | de 2003 à 2020                                      | Liste du Bourgmestre Riguelle (cdH) - PS-SP.a - Ecolo-Groen                   |
| Berchem-Sainte-Agathe | Christian Lamouline                   | Liste du Bourgmestre Riguelle (cdH - Les Engagés) | depuis 2020                                         | Liste du Bourgmestre Riguelle (cdH) - PS-SP.a - Ecolo-Groen                   |
| Ville de Bruxelles    | Philippe Close                        | PS                                                | depuis 2017                                         | PS - Ecolo-Groen - Change.brussels - DéFI                                     |
| Etterbeek             | Vincent De Wolf                       | Liste du Bourgmestre (MR)                         | depuis 1992                                         | Liste du Bourgmestre (MR-Open VLD-CD&V) - Ecolo-Groen - PS-SP.a               |
| Evere                 | Rudi Vervoort (empêché)               | Liste du Bourgmestre (PS)                         | depuis 1998 (empêché depuis 2013)                   | Liste du Bourgmestre (PS-SP.a-Open VLD) - DéFI - Humanistes Everois (cdH)     |
| Evere                 | Christian Beozière (faisant fonction) | Liste du Bourgmestre (PS)                         | de 2018 à 2020                                      | Liste du Bourgmestre (PS-SP.a-Open VLD) - DéFI - Humanistes Everois (cdH)     |
| Evere                 | Ridouane Chahid (faisant fonction)    | Liste du Bourgmestre (PS)                         | depuis 2020                                         | Liste du Bourgmestre (PS-SP.a-Open VLD) - DéFI - Humanistes Everois (cdH)     |
| Forest                | Stéphane Roberti                      | Ecolo-Groen (Ecolo)                               | 2018 - 2022                                         | Ecolo - PS-SP.a                                                               |
| Forest                | Mariam El Hamidine                    | Ecolo-Groen (Ecolo)                               | depuis 2022                                         | Ecolo - PS-SP.a                                                               |
| Ganshoren             | Pierre Kompany                        | ProGanshoren (cdH - Les Engagés)                  | 2018 - 2022                                         | ProGanshoren (cdH-CD&V) - Liste du Bourgmestre (MR-Open VLD) - DéFI           |
| Ganshoren             | Jean-Paul Van Laethem                 | ProGanshoren (cdH - Les Engagés)                  | depuis 2022                                         | ProGanshoren (cdH-CD&V) - Liste du Bourgmestre (MR-Open VLD) - DéFI           |
| Ixelles               | Christos Doulkeridis                  | Ecolo-Groen (Ecolo)                               | depuis 2018                                         | Ecolo-Groen - PS-SP.a                                                         |
| Jette                 | Hervé Doyen                           | Liste du Bourgmestre de Jette (cdH - Les Engagés) | 2001 - 2022                                         | Liste du Bourgmestre de Jette (cdH) - Ecolo-Groen - MR                        |
| Jette                 | Claire Vandevivere                    | Liste du Bourgmestre de Jette (cdH - Les Engagés) | depuis 2022                                         | Liste du Bourgmestre de Jette (cdH) - Ecolo-Groen - MR                        |
| Koekelberg            | Ahmed Laaouej                         | PS-SP.a (PS)                                      | depuis 2018                                         | PS-SP.a - Ecolo-Groen - Alternative humaniste - DéFI                          |
| Molenbeek-Saint-Jean  | Catherine Moureaux                    | PS-SP.a (PS)                                      | depuis 2018                                         | PS-SP.a - Liste de la Bourgmestre (MR-Open VLD)                               |
| Saint-Gilles          | Charles Picqué                        | Liste du Bourgmestre (PS)                         | de 1985 à 2022                                      | Liste du Bourgmestre (PS-SP.a) - Ecolo-Groen                                  |
| Saint-Gilles          | Jean Spinette                         | Liste du Bourgmestre (PS)                         | depuis 2022                                         | Liste du Bourgmestre (PS-SP.a) - Ecolo-Groen                                  |
| Saint-Josse-ten-Noode | Emir Kir                              | Liste du Bourgmestre (PS)                         | depuis 2012                                         | Liste du Bourgmestre (PS-SP.a) - cdH                                          |
| Schaerbeek            | Bernard Clerfayt (empêché)            | Liste du Bourgmestre (DéFI)                       | depuis 2001 (empêché de 2008 à 2011 et depuis 2019) | Liste du Bourgmestre (DéFI) - Ecolo-Groen                                     |
| Schaerbeek            | Cécile Jodogne (faisant fonction)     | Liste du Bourgmestre (DéFI)                       | de 2019 à 2024                                      | Liste du Bourgmestre (DéFI) - Ecolo-Groen                                     |
| Schaerbeek            | Frédéric Nimal (faisant fonction)     | Liste du Bourgmestre (DéFI)                       | depuis 2024                                         | Liste du Bourgmestre (DéFI) - Ecolo-Groen                                     |
| Uccle                 | Boris Dilliès                         | MR-Open VLD (MR)                                  | depuis 2017                                         | MR-Open VLD - Ecolo-Groen - cdH-CD&V                                          |
| Watermael-Boitsfort   | Olivier Deleuze                       | Ecolo-Groen (Ecolo)                               | depuis 2012                                         | Ecolo-Groen - MR-GM                                                           |
| Woluwe-Saint-Lambert  | Olivier Maingain                      | Liste du Bourgmestre (DéFI)                       | depuis 2006                                         | Liste du Bourgmestre (DéFI) - WolHu (cdH)                                     |
| Woluwe-Saint-Pierre   | Benoît Cerexhe                        | Liste du Bourgmestre (cdH - Les Engagés)          | depuis 2013                                         | Liste du Bourgmestre (cdH-CD&V-Libéraux et Indépendants) - Ecolo-Groen - DéFI |